# Східний Фулладу
Східний Фулладу — один з 4 районів округу Верхня Річка Гамбії. Населення — 98.454 (2003). Фульбе — 27,27 %, мандінка — 26,38 %, 0,53 % — волоф (1993).